# Ngrejo (Tanggung Gunung)
Ngrejo is een bestuurslaag in het regentschap Tulungagung van de provincie Oost-Java, Indonesië. Ngrejo telt 3326 inwoners (volkstelling 2010).